# Caseta del Gener
La Caseta del Gener és una masia situada al sud-oest del municipi de Balsareny, a la comarca catalana del Bages.